# Dominik Graf
Pour les articles homonymes, voir Graf.
Dominik Graf, né le 6 septembre 1952 à Munich, est un réalisateur allemand.
Diplômé en 1974 de la Hochschule für Fernsehen und Film München, il est élu membre de l'Académie des arts de Berlin en 1994.

## Filmographie
- 1982 : Das zweite Gesicht
- 1984 : Treffer (de)
- 1987 : Drei gegen Drei - Trio
- 1988 : L'Année du chat (Die Katze), grand prix au Festival du film policier de Cognac
- 1994 : Les Vainqueurs (de)
- 1996 : Reise nach Weimar
- 1998 : Deine besten Jahre
- 1999 : Bittere Unschuld
- 2000 : München - Geheimnisse einer Stadt
- 2001 :  La Falaise, (Der Felsen)
- 2001 : Die Freunde der Freunde
- 2003 : Kalter Frühling (TV)
- 2003 : Le Paradis du mac (Hotte im Paradies) (TV)
- 2005 : Le Perroquet rouge (Der rote Kakadu)
- 2009 : Fragments d'Allemagne (Deutschland 09) — segment Der Weg, den wir nicht zusammen gehen
- 2010 : Face au crime (Im Angesicht des Verbrechens) (TV)
- 2011 : Komm mir nicht nach[2] (TV)
- 2012 : Disparue (Das unsichtbare Mädchen) (TV)
- 2014 : Les Sœurs bien-aimées (Die geliebten Schwestern)
- 2021 : Fabian (Fabian oder Der Gang vor die Hunde)